# Funhouse Tour: Live in Australia
Funhouse Tour: Live in Australia es un álbum en directo de la cantante estadounidense Pink. Fue publicado el 27 de octubre de 2009 junto con el DVD Pink: Live in Australia. El CD contiene 12 de los 24 temas interpretados en un concierto en el Sydney Entertainment Centre en Sídney, Australia durante las fechas del Funhouse Tour en ese país, además de traer una pista adicional titulado "Push You Away", canción que fue grabada durante las sesiones de Funhouse.

## Lista de canciones
1. "Highway To Hell" (cover de AC/DC)
2. "Bad Influence"
3. "It's All Your Fault"
4. "Ave Mary A"
5. "Please Don't Leave Me"
6. Sober
7. "U + Ur Hand"
8. "I Don't Believe You"
9. "Crystal Ball"
10. "One Foot Wrong"
11. "Babe I'm Gonna Leave You" (cover de Led Zeppelin)
12. "Bohemian Rhapsody" (cover de Queen)
13. "Funhouse"
14. "Push You Away" (Bonus Track)

## Posicionamiento
| Chart (2009)                    | Provider      | Posicionamiento |
| ------------------------------- | ------------- | --------------- |
| Austria Albums Chart            | Media Control | 32              |
| Bélgica Albums Chart (Flanders) | Ultratop      | 51              |
| Bélgica Albums Chart (Walonnia) | Ultratop      | 96              |
| Dutch Albums Chart              | Megacharts    | 54              |